# Institucionalizovaná diskriminace
Institucionalizovaná diskriminace (někdy také institucionální nebo strukturální diskriminace) (lat. institutum, nařízení, účel, zvyk, a discrminare, rozlišovat) je v Česku dosud neustálený pojem. Jde o typ diskriminace, tedy znevýhodňování člena či celé skupiny jedinců v určité situaci (např. při odměňování, přístupu ke službám, do fyzického prostoru a podobně), a to na základě nějaké charakteristiky (např. etnického původu či rasy, postižení, věku, sexuální orientace či identity nebo pohlaví/genderu), která s příslušnou situací vlastně nesouvisí a nemá na ni vliv (např. na výši odměny, na získání práce, na vstřícnost při komunikaci apod.). Diskriminace vychází z určitého souboru hodnot a předpokladů (zpravidla stereotypní a předsudečné povahy), u nichž nelze prokázat platnost pro celou skupinu. V případě tohoto typu diskriminace jsou takové hodnoty vepsány do společnosti samotné nebo jejích částí, tzv. sociálních institucí, jako jsou např. systém vzdělávání, pracovní trh, sociální politiky apod., ale také do entit realizujících konkrétní sociální instituci, jako jsou třeba úřady nebo školy, či přímo do konkrétních organizací (např. fotbalový klub, firma atd.), což způsobuje institucionalizovaný diskriminující přístup k příslušné skupině lidí. Institucionalizovaná diskriminace může být přímá, resp. otevřená, a tudíž být přítomna v oficiálních dokumentech (např. zákonech, nařízeních, psaných doporučeních, příručkách, řádech), nebo nepřímá. V takovém případě ona institucionalizace právě způsobuje, že je diskriminace často neviditelná a neuvědomovaná a zpravidla je vnímaná jako přirozená, běžná či dokonce žádoucí.
Pincus odlišuje diskriminaci individuální, institucionální a strukturální. Institucionální je charakterizována jako politika významných veřejných i soukromých institucí (organizací) a jednání osob, které je reprezentují, mající úmysl rozdílně zacházet či poškodit menšinové skupiny lidí. Strukturální diskriminace se vyznačuje podobným jednáním, ale jde o zdánlivě (etnicky, rasově, genderově apod.) neutrální politiky a jednání (představitelů instituce, organizace), jež ve svém důsledku mají rozdílné, tedy diskriminační dopady na určitou či určité nemajoritní sociální skupiny.